# Lioglyphostoma
Lioglyphostoma é um gênero de gastrópodes pertencente a família Pseudomelatomidae.

## Espécies
- Lioglyphostoma acrocarinatum (Dall, 1927)
- Lioglyphostoma adematum Woodring, 1928
- Lioglyphostoma aguadillanum (Dall & Simpson, 1901)[3]
- Lioglyphostoma antillarum (d'Orbigny, 1842)[4]
- †Lioglyphostoma chinenensis MacNeil, 1960
- Lioglyphostoma crebriforma Shasky & Campbell, 1964
- Lioglyphostoma ericea (Hinds, 1843)[5]
- Lioglyphostoma hendersoni (Bartsch, 1934)[6]
- Lioglyphostoma jousseaumei (Dautzenberg, 1900)[7]
- †Lioglyphostoma moinica (Olsson, 1922)
- Lioglyphostoma oenoa (Bartsch, 1934)[8]
- Lioglyphostoma rectilabrum McLean & Poorman, 1971[9]
- †Lioglyphostoma rusum Gardner, 1937
- †Lioglyphostoma tenuata MacNeil, 1960
- †Lioglyphostoma tyro Gardner, 1937
- Lioglyphostoma woodringi Fargo, 1953[10]

Espécies trazidas para a sinonímia
- Lioglyphostoma acapulcanum Pilsbry & Lowe, 1932:[11] sinônimo de Miraclathurella bicanalifera (G.B. Sowerby I, 1834)
- Lioglyphostoma armstrongi J. G. Hertlein & A. M. Strong, 1955: sinônimo de Glyphostoma neglecta (Hinds, R.B., 1843)
- Lioglyphostoma canna (Dall, 1889):[12] sinônimo de Compsodrillia canna (Dall, 1889)
- Lioglyphostoma rioensis (E.A. Smith, 1915): sinônimo de Brachytoma rioensis (E. A. Smith, 1915)
- Lioglyphostoma sirena Dall, 1919: sinônimo de Lioglyphostoma ericea (Hinds, 1843)